# Sabun
Il Sabun (in russo Сабун?, anche: Колекъеган, Колик-Ёган, Колик-Еган) è un fiume della Russia siberiana, affluente di destra del fiume Vach. Scorre nel bassopiano della Siberia occidentale, all'interno del Nižnevartovskij rajon del Circondario autonomo degli Chanty-Mansi-Jugra.

## Descrizione
Il fiume ha origine dalla confluenza di due fiumi che scendono dagli Uvali siberiani, a nord, ai confini settentrionali del Circondario autonomo degli Chanty-Mansi: 
- il Sarmsabun (Сармсабун o Сарм-Сабун), che ha una lunghezza di 246 km[3];
- e il Glubokij Sabun (Глубокий Сабун), che ha una lunghezza di 200 km[4].

Il Sabun scorre mediamente in direzione sud e sud-ovest e incontra il Vach a 402 km dalla sua foce, presso l'insediamento di Lar'jak (Ларьяк). La sua lunghezza è di 328 km (se si calcola assieme al Sarmsabun, di 574 km). L'area del suo bacino è di 15 700 km². La portata media annua del fiume è di 140 m³/s.
Principali affluenti: Kotyg-Ëgan (Котыг-Еган) da destra; Ergan-Ëgan (Ерган-Еган) da sinistra. Ci sono molti laghi e paludi nel bacino del fiume. La vegetazione nel bacino fluviale è rappresentata da foreste di pini in combinazione con prati e paludi erbose.
Il bacino del Sabun è il luogo di residenza di piccoli gruppi etnici del nord, che lo usano come terreno di caccia. Nell'area inter-fluviale dei fiumi Glubokij Sabun e Sarmsabun si trova, dal 1998, il Parco naturale degli Uvali siberiani (Природный парк «Сибирские увалы»). Distribuito su un'area di circa 3.000 km², è stato progettato per preservare la flora, la fauna e gli ecosistemi di palude della taiga settentrionale. Nell'area tra il Kolek"ëgan e il Sabun c'è una zona umida che rientra nella Convenzione di Ramsar.
Il fiume è popolato da: luccio, pesce persico e Rutilus.